# Lisa De Vanna
Lisa Marie De Vanna (* 14. November 1984 in Fremantle bei Perth) ist eine australische ehemalige Fußballnationalspielerin und war bis 2021 Rekordtorschützin ihres Landes (47 Treffer).

## Karriere

### Vereine
De Vanna spielte für mehrere Vereine in Europa (u. a. Doncaster Belles LFC, AIK Solna) und in den USA (Washington Freedom). Sie blieb nie länger als zwei Jahre bei einem Verein. In Australien spielte sie unter anderem für Adelaide Sensation, Western Waves, Cockburn United, Spearwood United und Perth Glory. Mit Brisbane Roar, Melbourne Victory, Melbourne City und dem Sydney FC konnte sie die australische Meisterschaft erringen. In der Saison 2019/20 spielte sie beim AC Florenz, mit dem sie auch an der UEFA Women’s Champions League 2019/20 teilnahm, im Sechzehntelfinale aber gegen den Arsenal Women FC ausschied. Zuletzt spielte sie 2021 bei Melbourne Victory. Im September 2021 erklärte sie ihr Karriereende als Spielerin.

### Nationalmannschaft
Für die Nationalmannschaft Australiens spielte sie seit 2004.
Am 15. Mai 2011 wurde De Vanna wegen Verstoß gegen die Teamregeln für die Spiele gegen Neuseeland suspendiert. Sie wurde aber dennoch in den Kader für die WM aufgenommen und im ersten Spiel gegen Brasilien eingesetzt, wobei sie kurz vor Schluss des Spiels eine gute Chance zum 1:1-Ausgleich vergab.
Im ersten Gruppenspiel der WM 2015 bestritt sie ihr 100. Länderspiel und erzielte bei der 1:3-Niederlage gegen die USA den zwischenzeitlichen Ausgleich mit ihrem 36. Länderspieltor. Bei nun drei Weltmeisterschaften erzielte sie sieben Tore, davon vier als Einwechselspielerin. Sie ist damit die erfolgreichste Einwechselspielerin bei WM-Turnieren. Im Viertelfinale gegen Japan machte sie ihr 13. WM-Spiel und löste damit Cheryl Salisbury (12 WM-Spiele) als australische WM-Rekordspielerin ab. Ihre Mannschaft unterlag dem Titelverteidiger aber durch ein Tor in den Schlussminuten, De Vanna war zuvor ausgewechselt worden. Aufgrund ihrer Leistungen wurde sie in das All-Star-Team der WM gewählt.
Beim asiatischen Qualifikationsturnier für die Olympischen Spiele 2016 qualifizierte sie sich mit ihrer Mannschaft für die Spiele in Rio de Janeiro, wobei sie beim Auftaktspiel gegen Gastgeber Japan das erste Tor zum 3:1-Sieg beisteuerte. Es ist der erste Sieg der Australierinnen in Japan gegen die Japanerinnen. 
Bei den Olympischen Spielen erreichten sie nach einer 0:2-Niederlage gegen Kanada, einem 2:2 gegen den späteren Olympiasieger Deutschland und einem 6:1 gegen Simbabwe als beste Gruppendritte das Viertelfinale. De Vanna hatte dabei gegen Simbabwe in der zweiten Minute das erste Tor erzielt. Dort schieden sie gegen Gastgeber Brasilien nach torlosen 120 Minuten im Elfmeterschießen aus. Beim Elfmeterschießen konnte sie aber nicht mehr mitwirken, da sie bereits in der 75. Minute ausgewechselt worden war. Mit nun acht Spielen ist sie australische Rekordspielerin bei Olympischen Spielen und mit je zwei Toren zusammen mit Michelle Heyman dort auch beste australische Torschützin.
Am 3. August 2017 stellte sie beim 6:1 gegen Brasilien im letzten Spiel des Tournament of Nations zunächst mit ihrem 41. Länderspieltor den Rekord von Kate Gill ein und erhöhte ihn dann auf 42 Tore. Die Australierinnen gewannen das Turnier mit drei Siegen, darunter der erste Sieg gegen die USA.
Bei der Fußball-Asienmeisterschaft der Frauen 2018 hatte sie vier Einsätze und erreichte mit ihrer Mannschaft das Finale gegen Japan, verlor dieses aber mit 0:1. Schon mit dem Erreichen des Halbfinales hatten sich die Australierinnen für die WM 2019 qualifiziert. Bei der WM hatte sie zwei Einsätze in der Gruppenphase. Im Spiel gegen Jamaika hatte sie ihren 150. Einsatz im Nationaltrikot. Im Achtelfinale schieden sie im Elfmeterschießen gegen Ex-Weltmeister Norwegen aus. De Vanna kam dabei nicht zum Einsatz.

## Erfolge
- Australische Meisterin: 2010/2011 (mit Brisbane Roar, Finaltorschützin), 2013/2014 (mit Melbourne Victory, Finaltorschützin), 2015/2016 (mit Melbourne City, Finaltorschützin), 2018/2019 (mit Sydney FC)
- Asienmeisterin 2010
- Tournament of Nations Siegerin 2017
- Cup of Nations Siegerin 2019

## Auszeichnungen
- 2007 und 2015: Wahl in das All-Star-Team der WM
- 2013: Aufnahme ins Team des Jahrzehnts 2000–2013[11]